# Józef Farbotko
Józef Farbotko, także Juziuk Farbotka, Juziuk Farbotko (biał. Язэ́п Аўгусці́навіч Фарбо́тка, ur. 23 sierpnia?/4 września 1893 w Nalibokach, zm. 8 czerwca 1956 w Łodzi) – polsko-białoruski poeta, zoolog, dyplomata, fotograf, tłumacz, współzałożyciel Łódzkiego Towarzystwa Fotograficznego.

## Życiorys
Farbotka urodził się w Nalibokach, jako syn Augustyna Farbotko i Anny z Weryhów. Był jednym z dziewięciorga dzieci. Ukończył Mińskie Gimnazjum Męskie w 1914. Następnie studiował na Wydziale Fizyczno-Matematycznym Uniwersytetu Kijowskiego. W wyniku wybuchu I wojny światowej studiów nie ukończył. Od 1916 zaangażował się w działalność klubu białoruskiej inteligencji artystycznej w Mińsku – „Białoruska Chatka”. W 1918 został sekretarzem–negocjatorem delegacji Białoruskiej Republiki Ludowej pod przywództwem Alaksandra Cwikiewicza, podczas negocjacji z Ukraińską Republiką Ludową w Kijowie. W trakcie negocjacji omawiano relacje wojskowe i polityczne oraz współpracę gospodarczą między Białorusią a Ukrainą, w wyniku czego zapewniono dostawy ukraińskiej żywności na Białoruś oraz w Kijowie powstała wspólna izba gospodarcza Białorusko-Ukraińskie Towarzystwo Zbliżenia.
W 1919 został aktorem w Białoruskim Teatrze Sowieckim oraz był pracownikiem wydziału literacko-oświatowego Komisariatu Ludowego Litewsko-Białoruskiej SRR. W 1920 powierzono mu administrowanie Teatrem Białoruskim w Mińsku. W tym samym roku zamieszkał w Wilnie, gdzie latach 1920–1924 kontynuował naukę na Uniwersytecie Wileńskim, w międzyczasie w 1922 uzyskując obywatelstwo polskie. Na Uniwersytecie pracował jako wykładowca entomologii w Katedrze Zoologii. Jednocześnie pracował jako asesor, a następnie inspektor w Urzędzie Ziemskim, a także radca w Urzędzie Wojewódzkim oraz kierownik Oddziału Urządzeń Rolnych w Wydziale Rolnictwa i Reform Rolnych w Wilnie. W 1932 obronił pracę doktorską pt. „Przyczynek do znajomości aparatu kopulacyjnego wojsiłek” pod kierunkiem Jana Prüffera. Ponadto zajmował się fotografią artystyczną – działał w Wileńskim Towarzystwie Miłośników Fotografii i Fotoklubie Wileńskim Jana Bułhaka, w którym pełnił funkcję skarbnika oraz był członkiem zarządu. W ramach działalności w klubie uczestniczył w licznych krajowych i zagranicznych wystawach fotograficznych i konkursów.
II wojnę światową Farbotko spędził w Wilnie oraz wsi Gudele, gdzie mieszkała ich rodzina. Ostrzału artyleryjskiego Wilna przez armię radziecką nie przetrwało ich mieszkanie wraz z dorobkiem fotograficznym Farbotki. W 1945 został aresztowany przez NKWD i wywieziony do łagru w Dzierżyńsku w Donbasie, gdzie pracował na plantacji pomidorów. W marcu 1945 rodzina Farbotki wyjechała pociągiem repatriacyjnym do Łodzi, gdzie mieszkał jego brat. Pod koniec 1945 został uwolniony z łagru i dołączył do rodziny. W Łodzi Farbotko pracował na stanowisku dyrektora administracyjno-finansowego w Centralnym Biurze Projektów Architektonicznych i Budowlanych. Otrzymał również propozycję pracy w charakterze kierownika Katedry Entomologii Uniwersytetu Łódzkiego, której jednak się nie podjął. Wraz z Aleksandrem Zakrzewskim był współzałożycielem Oddziału Łódzkiego Polskiego Towarzystwa Fotograficznego (późn. Łódzkiego Towarzystwa Fotograficznego), które zalegalizowali w lipcu 1949. W ramach PTF zasiadał w jury konkursów fotograficznych, m.in. jury wystawy „Łódź w fotografii” (1949).

### Życie prywatne
Jego żoną była Władysława z d. Pawłowicz (1898–1990) – kierowniczka dziekanatu Wydziału Włókienniczego Politechniki Łódzkiej, córka poety i dramaturga Alberta Pawłowicza, z którą miał dwóch synów: Czesława (1917–1918) i Władysława (ur. 1938) – inżyniera, filatelistę, wykładowcę Politechniki Łódzkiej.
Został pochowany na Starym Cmentarzu w Łodzi.

## Poezja
Farbotko debiut poetycki zaliczył w 1912 na łamach „Naszej Niwy”, gdzie opublikował humorystyczne wiersze „Zaćmienie” i „Zrujnowany”. Publikował również na łamach „Łuczynki”, „Biełarusa”, Wolnaj Białarusi”, Biełaruskego Szlachu”, Biełaruskiego Echa”, „Szkoły i Kultury Sawieckaj Biełarusi”. W późniejszym okresie opublikował tomy wierszy „Do Ojczyzny” (1919) i „Dzwon” (1919). Były one przepełnione bólem, związanym z losami jego ojczyzny oraz wiarą w lepszą przyszłość. Farbotko pisał triolety i sonety w tym sonet „Pamięci Maksyma Bogdanowicza”. Przetłumaczył na białoruski fragment „Pana Tadeusza” Adama Mickiewicza. W 1920 wydał książkę „Biełaruś w pieśniach. Literaturna-histaryczny narys”, w której przedstawił historię poezji białoruskiej o tematyce narodowowyzwoleńczej.

## Publikacje naukowe
- „Materjały do znajomości aparatu kopulacyjnego wojsiłek” (1929)[6]
- „Przyczynek do znajomości wojsiłek północno-wschodni Polski” (1929)[4]